# 小行星2465
小行星2465（2465 Wilson）是一颗围绕太阳公转的小行星。1949年8月2日，卡爾·威廉·萊茵姆特在海德堡发现了此天体。
該小行星以英國天文學家羅伯特·威爾遜命名。
这颗小行星的绝对星等为4.565019160472473等。